# محب ملح بيضوي
محب الملح البيضوي أو زرام (الاسم العلمي: Halophila ovalis) هو نجيل بحري ينتمي لفصيلة الحب المائية، وهو نبات عشبي صغير ينمو في قيعان البحار، وفي أنظمة مياه مالحة أخرى في منطقة المحيط الهادي الهندي. وُصِف لأول مرة من قبل عالم النباتات روبيرت براون بمسمى (الاسم العلمي: Caulinia ovalis)، وقام جوزيف هوكر بتحويله لجنس محب الملح في كتابه فلورا طلتروس Flora Tasmaniae المؤلف عام 1858م. ينمو هذا النبات على الرمال الناعمة أو الطبقات الطينية حول الشعاب ، والمصبات، والجزر، ومناطق البحر والحلي. ولها أوراق بيضاوية المظهر، تنمو على السيقان البارزة من الجذمور أسفل التربة. ويمكن أن تنمو جذورها ليصل طولها حتى 88 مليمتر، وتكون مغطية بشعيرات جذرية دقيقة. وتتواجد على المروج التي تغطي الضفف الرملية. ترتيب النبات أسفل وأعلى الأرض يوفر الاستقرار لقاع البحر، وكذلك يوفر موطن لأنواع حية آخرى. وتتغذى حيوانات الأطوم على هذا النجيل البحري، ولذلك يُعرف أيضاً باسم عشب الأطوم.